# Winifred Curtis
Winifred Mary Curtis (Londres, 15 de junio de 1905-Hobart, Australia, 14 de octubre de 2005) fue una botánica australiana; autora e investigadora pionera en embriología vegetal y en citología. Era única hija de Herbert John Curtis y de Elizabeth Winifred Baker. Falleció el 14 de octubre de 2005 en Hobart.
Curtis vivió en la India durante varios años como niña, cuando su padre fue enviado allí. Era una estudiante con talento, y estudió ciencias en el University College de Londres desde 1924, ganando varios premios y becas. Se graduó en 1927 y completó una licenciatura en Botánica al año siguiente, con una investigación sobre Spartina townsendii H.Groves & J.Groves, y Taraxacum (diente de león). Eso fue seguido por varios años de viajes por Europa; y por la enseñanza en Mánchester y en Hampstead.
En 1939 emigró a Australia con su familia en el TSS Ascania; inicialmente tuvo un puesto de profesora en Ciencias en la Escuela privada de señoritas en Hobart. Más tarde se unió al Departamento de Biología de la Universidad de Tasmania y tomó parte en la creación del Departamento de Botánica, en 1945.
Fue nombrada en la Universidad de Tasmania, profesora titular de Botánica en 1951 y profesora adjunta de Botánica en 1956, el cargo más alto ocupado por una mujer en la universidad en ese momento. Curtis también actuó como Jefa de Departamento en varias ocasiones. Presentó su obra publicada por la Universidad de Londres para su doctorado en 1967, y le fue conferido en 1968.
Su madre murió en 1962 y cuidó de su padre, en su casa, hasta su muerte en 1967. La Dra. Curtis se retiró del Departamento de Botánica en 1966.

## Honores
- 1966, Medalla Royal Society of Tasmanian Clive Lord Memorial
- 1976, Medalla Australian Natural History
- 1976, fue galardonada con la Medalla Australiana de Historia Natural.
- 1977, miembro de la Orden de Australia
- 1987, DSc honoraria de la Universidad de Tasmania
- 1988, nombrada investigadora honoraria, realizando investigaciones como Asociada Honoraria del Departamento de Ciencia Vegetal
- 1988, Australian Plants Award
- 1994, Medalla ANZAAS Meuller
- 1997, Ciudadana del Año de Hobart

## Algunas publicaciones
En 1943 empezó a trabajar en su Flora para Estudiantes de Tasmania, una obra bien conocida de la flora de Tasmania. El primer volumen se publicó en 1956, el quinto y último en 1994, unos 40 años después de su inicio. Desde la década de 1960 tuvo una estrecha colaboración científica con el botánico recolector Dennis Ivor Morris (1924 - 2005) con quien también compartió una estrecha amistad.
En 1944 Curtis publicó Variations in Pultenaea juniperina, con el primer registro de poliploidía en una planta nativa de Australia. Eso condujo a su doctorado de la Universidad de Londres que obtuvo en 1950. Su tesis doctoral se tituló Los estudios experimentales en taxonomía y variación en algunas plantas de Tasmania, que fue un trabajo pionero en citología y en poliploidía. A raíz de su premio de doctorado en Londres, viajó a los Estados Unidos visitando varias herbarios.
De 1967 a 1978 escribió los seis volúmenes de The Endemic Flora of Tasmania con ilustraciones de Margaret Stones; una comisión patrocinada por Lord Milo John Reginald Talbot, del séptimo Baronazgo de Talbot de Malahide.
- janet Somerville, winifred mary Curtis, g. Kantvilas, s. j. Jarman. 2006. Janet Somerville's botanical history of Tasmania, 1642-1820. Ed. University of Tasmania and Tasmanian Museum and Art Gallery. 233 pp. ISBN 1-86295-342-2

- La abreviatura «W.M.Curtis» se emplea para indicar a Winifred Curtis como autoridad en la descripción y clasificación científica de los vegetales.[4]